# Spoorlijn 251
De Spoorlijn Pièton - Leval was een Belgische spoorlijn van Y Bois-des-Vallées aan spoorlijn 112 (Marchienne-au-Pont - La Louvière-Centrum) naar Leval. Tegenwoordig is de lijn opgebroken. In het verleden hebben delen van de lijn nummer 251 en 112E gehad.  Het doorgaande deel van de spoorlijn is opgebroken voordat de spoorlijnen in België genummerd werden.

## Geschiedenis
De lijn werd geopend in 1868 door de Compagnie du chemin de fer du Centre, maar al snel uitgebaat door de Staatsspoorwegen. Deze sloot de lijn in 1877 weer, op het gedeelte van Y Bois-des-Vallées tot aan de zogeheten Gare Privée du Viernoi na, waar een aansluiting naar de kolenmijnen en later cokesfabriek van de Charbonnage d'Anderlues was, waarvoor kopgemaakt moest worden. De kolenmijn sloot in 1969, de cokesfabriek in 2002, maar inmiddels was ter hoogte van het Gare Privée du Viernoi een spoorgerelateerd metaalbedrijf gevestigd. In 2006 werd het deel Y Bois-des-Vallées - Viernoy en de industriesporen naar Anderlues gesloten en in 2010 opgebroken.
Het deel van Viernoy tot Carnières werd in 1877 opgebroken maar in 1910 voor enkele honderden meters voor de buurtspoorlijn 30 en 31 van Anderlues naar Morlanwelz, die in 1986 weer werd opgebroken. In Carnières bevindt zich een stationsgebouw dat in 2023 als woning in gebruik was.
Het deel tussen St. Eloi (iets ten westen van Carnières) en Leval is waarschijnlijk ergens rond de 1e wereldoorlog heraangelegd aals industrieaansluiting voor een koudwalserij Le Laminage à Froid, en in de jaren '60 of '70 opgebroken, in 1978 komt de lijn niet meer voor op stafkaarten.
Er was ook een aftakking naar een oude kolenmijn Fosse St. Albert, die hergebruikt was als gasopslag. De rails die de Rue d'Haine kruisten zijn pas in 2023 opgebroken.
Vlak bij het station van Leval was ooit een aansluiting naar een lokaal bedrijf.
De lijn heeft waarschijnlijk nooit passagiersvervoer gehad.

## Aansluitingen
In de volgende plaatsen was er een aansluiting op de volgende spoorlijnen:
Y Bois-des-Vallées
Spoorlijn 112 tussen Marchienne-au-Pont en La Louvière-Centrum
Leval
Spoorlijn 108 tussen Y Mariemont en Erquelinnes
Spoorlijn 241 tussen Leval en Péronnes-lez-Binche